# Ogólne warunki ubezpieczenia
Ogólne warunki ubezpieczenia (OWU, o.w.u.) – przepisy prawne stosowane do wszystkich ubezpieczeń danego działu lub rodzaju. Zasadniczo OWU ustalają przedmiot i zakres ubezpieczenia, zakres i czas trwania odpowiedzialności ubezpieczyciela, prawa i obowiązki stron umowy ubezpieczenia, sposób ustalania wysokości szkody oraz zasady wypłaty odszkodowań lub świadczeń. OWU powinny być zgodne z ogólnymi normami prawnymi, a przede wszystkim z ustawą o działalności ubezpieczeniowej i odnośnymi przepisami kodeksu cywilnego. Warunki ogólne powinny być opracowane w sposób jednoznaczny i zrozumiały oraz zatwierdzone przez władze nadzorcze zakładu ubezpieczeń.